# Терновое (Старооскольский городской округ)
Терновое — село в Старооскольском городском округе Белгородской области. Находится в 30 километрах от города Старый Оскол. Входит в Солдатскую сельскую территорию.

## География
Терновое находится к северу от села Солдатское и на юго-востоке Старооскольского городского округа. Село расположено на берегах Солдатского водохранилища, через которое протекает река Котел.

## История
Свое имя получило по зарослям терна в окрестностях. Упоминается в документах за 1634 год как «деревня Терновая».
В 1779 году образован Нижнедевицкий уезд Воронежской губернии, и деревня Терновая вошла в его состав. В 1802 году в деревне Терновой насчитывалось 409 душ.
С июля 1928 года деревня Терновая — в Солдатском сельсовете новообразованного Шаталовского района.
В 1929 году в селе Терновое был организован колхоз «Победитель».
В 1963 году был образован Старооскольский район. Часть сёл Шаталовского района, в том числе Терновое, вошло в его состав.
В 1997 году в Терновом насчитывалось 127 домовладений и 217 жителей.

## Население
| 1859 | 1897 | 2002 | 2010 |
| ---- | ---- | ---- | ---- |
| 360  | ↗771 | ↘197 | ↘188 |